# Libertas Eraclea Calcio a 5
L'Associazione Sportiva Dilettantistica Libertas Eraclea Calcio a 5, già Libertas Scanzano Calcio a 5, è stata una squadra italiana di calcio a 5 con sede a Policoro, rappresentante la città di Scanzano Jonico.

## Storia
La squadra nasce nel 2000 con il nome di A.S. Libertas Scanzano Calcio a 5 quando Francesco Cotugno e Nicolino Todaro decisero di dar vita alla prima squadra di calcio a 5 della città. I due erano già noti all'interno del panorama calcistico locale, perché regalarono soddisfazioni ai cittadini con la squadra di calcio a 11. La squadra venne iscritta al campionato di Serie C1 e raggiunse la promozione in Serie B nella stagione successiva, vincendo anche la Coppa Regionale. Concludendo il campionato all'ultimo posto tornò in C1, dove subito si riscattò, raggiungendo di nuovo la promozione in Serie B. Come l'esperienza precedente, la squadra rimediò un'altra retrocessione. Per cinque anni lo Scanzano disputò il massimo campionato regionale raggiungendo i play-off, fin quando non ritornò in Serie B, avendo terminato il campionato 2009-2010 al primo posto. Al termine della stagione 2012-2013 ottiene la promozione nel secondo campionato nazionale da imbattuta. Non è riuscita a qualificarsi tra le prime otto in coppa, dove viene eliminata alla fase a gironi dall'Elmas.
Durante l'estate 2013, in occasione del primo campionato di Serie A2 della propria storia, la società sposta la propria sede sociale a Policoro assumendo la denominazione di A.S.D. Libertas Eraclea Calcio a 5 essendo la prima squadra di calcio a 5 di tutto il Metapontino. Con le dimissioni di Angelo Bommino, dopo la nona giornata, il nuovo allenatore è Leo Tuoto. Alla fine della stagione i rossoneri conquistano una storica salvezza pareggiando 5-5 nell'ultima giornata contro la Salinis. Nella stagione 2014-15 la dirigenza rossonera riconferma il tecnico Tuoto che rassegna le dimissioni dopo la 6ª giornata con uno score apprezzabile (3 vittorie, 1 pareggio e 1 sconfitta) con i rossoneri in lotta per i play off. Sulla panchina della Libertas viene richiamato il 5 novembre il tecnico Angelo Bommino che tuttavia non riesce a evitare la retrocessione, giunta dopo la sconfitta nei play-out contro Partenope e Carmagnola.
La stagione seguente la società unisce le forze con il Matera, con l'obiettivo di diventare il punto di riferimento per la crescita della disciplina in Basilicata.

## Colori e simboli

### Colori
I colori sociali e delle divise della squadra scanzanese erano il rosso e il nero.

### Simboli ufficiali

#### Stemma
Nel 2000, anno della nascita del club, era utilizzato un altro stemma con sfondo rosso e blu.

## Società

### Organigramma societario
- Presidente: Nicolino Todaro
- Vice presidente: Giuseppe Arcuri
- Dirigente sportivo: Leonardo Todaro
- Team Manager: Gaetano Todaro
- Magazziniere: Marco Palazzo
- Addetto stampa: Enrico Losito

## Palmarès

### Competizioni nazionali
- Campionato di Serie B : 1

2012-2013

## Statistiche e record

### Partecipazione ai campionati nazionali
| Livello | Categoria | Partecipazioni | Debutto   | Ultima stagione |
| ------- | --------- | -------------- | --------- | --------------- |
| 2º      | Serie A2  | 2              | 2013-2014 | 2014-2015       |
| 3º      | Serie B   | 5              | 2002-2003 | 2012-2013       |

Oltre ai 6 campionati nazionali, la Libertas Eraclea ha disputato 8 campionati nella massima serie regionale.